# Sainte-Colombe, Gironde
 Sainte-Colombe  là một xã thuộc tỉnh Gironde trong vùng Aquitaine tây nam nước Pháp. Xã này nằm ở khu vực có độ cao trung bình 88 mét trên mực nước biển.